# أسطول غواصات يو العاشر
الأسطول العاشر ( الألمانية 10. Unterseebootsflottille ) كانت عبارة عن أسطول ألماني للغواصات يستخدم لأغراض القتال في الخطوط الأمامية خلال الحرب العالمية الثانية. تأسست في 15 يناير 1942 في لوريان تحت قيادة غونتر كونكي، ثمانين غواصة خدمت في هذا الأسطول قبل حلها في 21 آب 1944، وتم نقل ما تبقى من الغواصات إلى قواعد في النرويج وألمانيا.  تولى كونكي نفسه قيادة الغواصة يو-853، وهي آخر غواصة غادرت الأسطول في 27 أغسطس 1944 للإبحار إلى فلنسبورغ  حيث تولى قيادة الأسطول33 .

## قوارب يو المخصصة
- يو-118
- يو-155
- يو-158
- يو-159
- يو-160
- يو-163
- يو-164
- يو-165
- يو-166
- يو-167
- يو-169
- يو-170
- يو-171
- يو-172
- يو-174
- يو-175
- يو-176
- يو-177
- يو-178
- يو-179
- يو-181
- يو-185
- يو-186
- يو-187
- يو-188
- يو-192
- يو-193
- يو-194
- يو-459
- يو-460
- يو-461
- يو-462
- يو-463
- يو-464
- يو-506
- يو-508
- يو-509
- يو-510
- يو-511
- يو-512
- يو-513
- يو-514
- يو-515
- يو-516
- يو-517
- يو-523
- يو-524
- يو-525
- يو-526
- يو-527
- يو-528
- يو-529
- يو-530
- يو-533
- يو-535
- يو-537
- يو-539
- يو-540
- يو-541
- يو-542
- يو-543
- يو-544
- يو-546
- يو-549
- يو-550
- يو-804
- يو-844
- يو-845
- يو-846
- يو-853
- يو-855
- يو-857
- يو-865
- يو-866
- يو-1221
- يو-1222
- يو-1229
- يو-1230

 و يو دي-3 و يو دي-5، غواصتان هولنديتان تم أسرهما وتشغيلهما بواسطة الألمان خلال ذلك الوقت. 